# Echinghen
Echinghen és un municipi francès situat al departament del Pas de Calais i a la regió dels Alts de França. L'any 2007 tenia 374 habitants.

## Demografia

### Població
El 2007 la població de fet d'Echinghen era de 374 persones. Hi havia 120 famílies de les quals 20 eren unipersonals (8 homes vivint sols i 12 dones vivint soles), 40 parelles sense fills i 60 parelles amb fills.
La població ha evolucionat segons el següent gràfic:
Habitants censats

### Habitatges
El 2007 hi havia 130 habitatges, 121 eren l'habitatge principal de la família, 5 eren segones residències i 4 estaven desocupats. 127 eren cases i 2 eren apartaments. Dels 121 habitatges principals, 102 estaven ocupats pels seus propietaris, 14 estaven llogats i ocupats pels llogaters i 5 estaven cedits a títol gratuït; 2 tenien una cambra, 2 en tenien dues, 6 en tenien tres, 20 en tenien quatre i 91 en tenien cinc o més. 105 habitatges disposaven pel capbaix d'una plaça de pàrquing. A 42 habitatges hi havia un automòbil i a 70 n'hi havia dos o més.

### Piràmide de població
La piràmide de població per edats i sexe el 2009 era:
| Homes | Edats   | Dones |
| ----- | ------- | ----- |
| 0     | 95 o +  | 0     |
| 0     | 90 a 94 | 0     |
| 4     | 85 a 89 | 8     |
| 4     | 80 a 84 | 8     |
| 0     | 75 a 79 | 0     |
| 8     | 70 a 74 | 0     |
| 12    | 65 a 69 | 12    |
| 4     | 60 a 64 | 4     |
| 4     | 55 a 59 | 4     |
| 20    | 50 a 54 | 20    |
| 12    | 45 a 49 | 0     |
| 24    | 40 a 44 | 28    |
| 8     | 35 a 39 | 4     |
| 8     | 30 a 34 | 16    |
| 16    | 25 a 29 | 16    |
| 12    | 20 a 24 | 4     |
| 12    | 15 a 19 | 28    |
| 16    | 10 a 14 | 4     |
| 4     | 5 a 9   | 8     |
| 8     | 0 a 4   | 4     |

## Economia
El 2007 la població en edat de treballar era de 260 persones, 169 eren actives i 91 eren inactives. De les 169 persones actives 144 estaven ocupades (77 homes i 67 dones) i 24 estaven aturades (16 homes i 8 dones). De les 91 persones inactives 16 estaven jubilades, 35 estaven estudiant i 40 estaven classificades com a «altres inactius».

### Ingressos
El 2009 a Echinghen hi havia 123 unitats fiscals que integraven 332 persones, la mediana anual d'ingressos fiscals per persona era de 21.684 €.

### Activitats econòmiques
Dels 13 establiments que hi havia el 2007, 3 eren d'empreses extractives, 2 d'empreses de construcció, 3 d'empreses de comerç i reparació d'automòbils, 1 d'una empresa de transport, 2 d'empreses d'hostatgeria i restauració i 2 d'empreses immobiliàries.
Dels 4 establiments de servei als particulars que hi havia el 2009, 1 era un guixaire pintor, 1 electricista i 2 restaurants.
L'any 2000 a Echinghen hi havia 11 explotacions agrícoles que ocupaven un total de 240 hectàrees.

## Poblacions més properes
El següent diagrama mostra les poblacions més properes.